# Philodendron buntingianum
Philodendron buntingianum är en kallaväxtart som beskrevs av Thomas Bernard Croat. Philodendron buntingianum ingår i släktet Philodendron och familjen kallaväxter. Inga underarter finns listade.